# Palazzo dei Vicari (Scarperia)
Il Palazzo o Castello dei Vicari (anche conosciuto come Palazzo Pretorio) è un palazzo di origine trecentesca che si trova a Scarperia, in provincia di Firenze.
All'interno del palazzo ha sede la Biblioteca comunale di Scarperia e il Museo dei ferri taglienti, dove è illustrata la famosa produzione di coltelli del paese.

## Storia e descrizione
Il nucleo originario del Palazzo dei Vicari era costituito, probabilmente, dalla sola torre che, nel corso del Trecento, doveva essere la residenza del Capitano. Dopo l'erezione della "terra nuova" a sede vicariale (1412) si resero necessari consistenti ampliamenti e modifiche: tra questi la sistemazione degli ambienti al primo piano, come la cappella e il salone, e la realizzazione dell'attuale ingresso. 

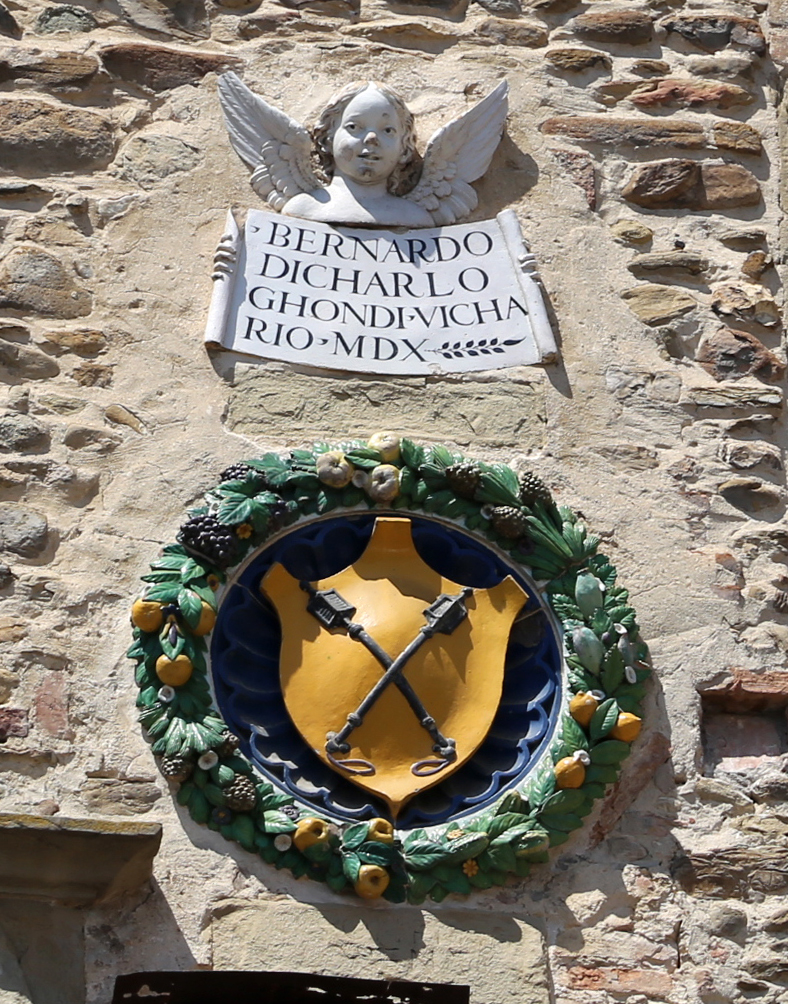
Stemma sulla facciata del palazzo dei vicari di Scarperia

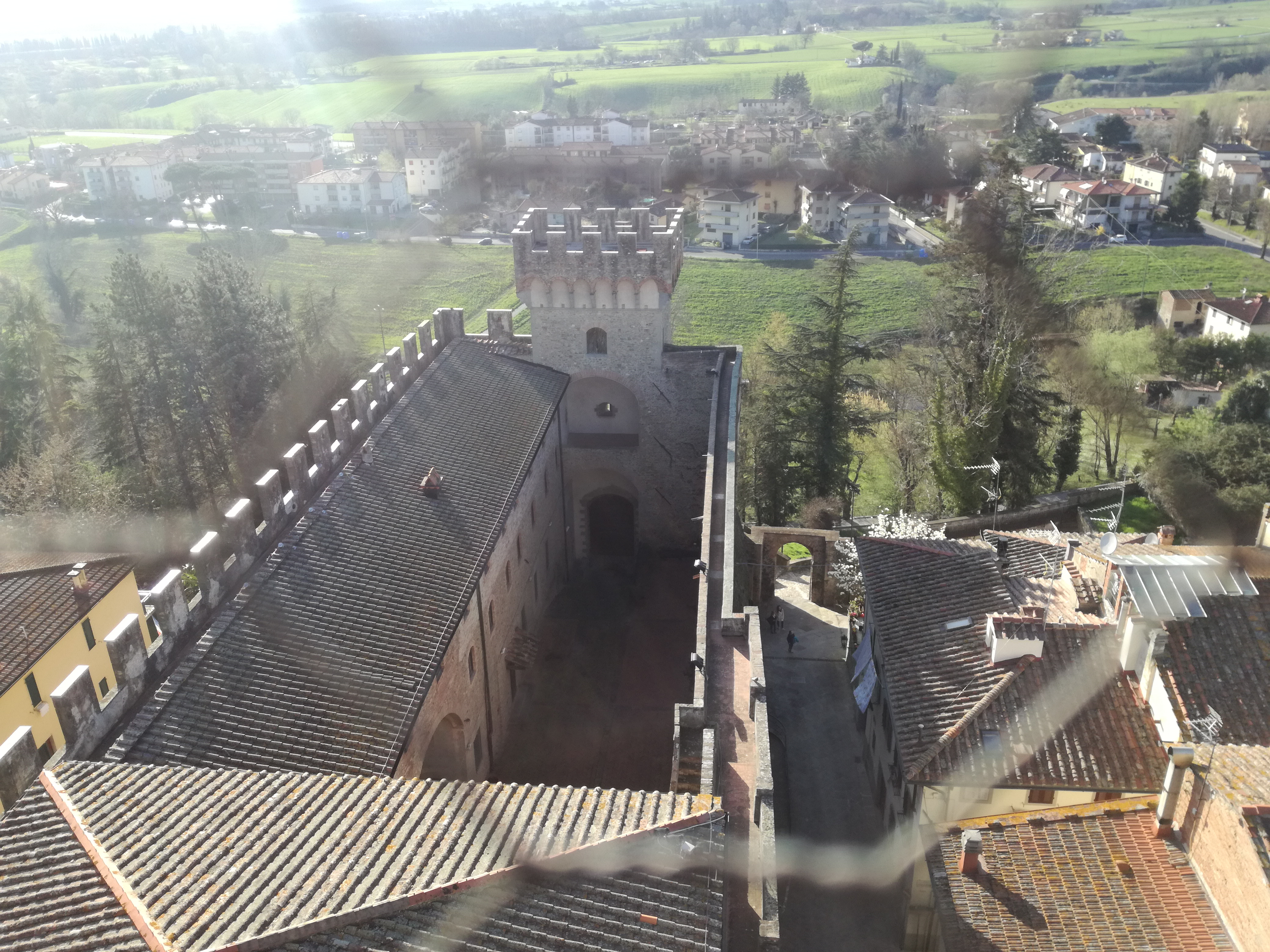
Veduta del camminamento di ronda dalla sommità della torre del palazzo dei Vicari

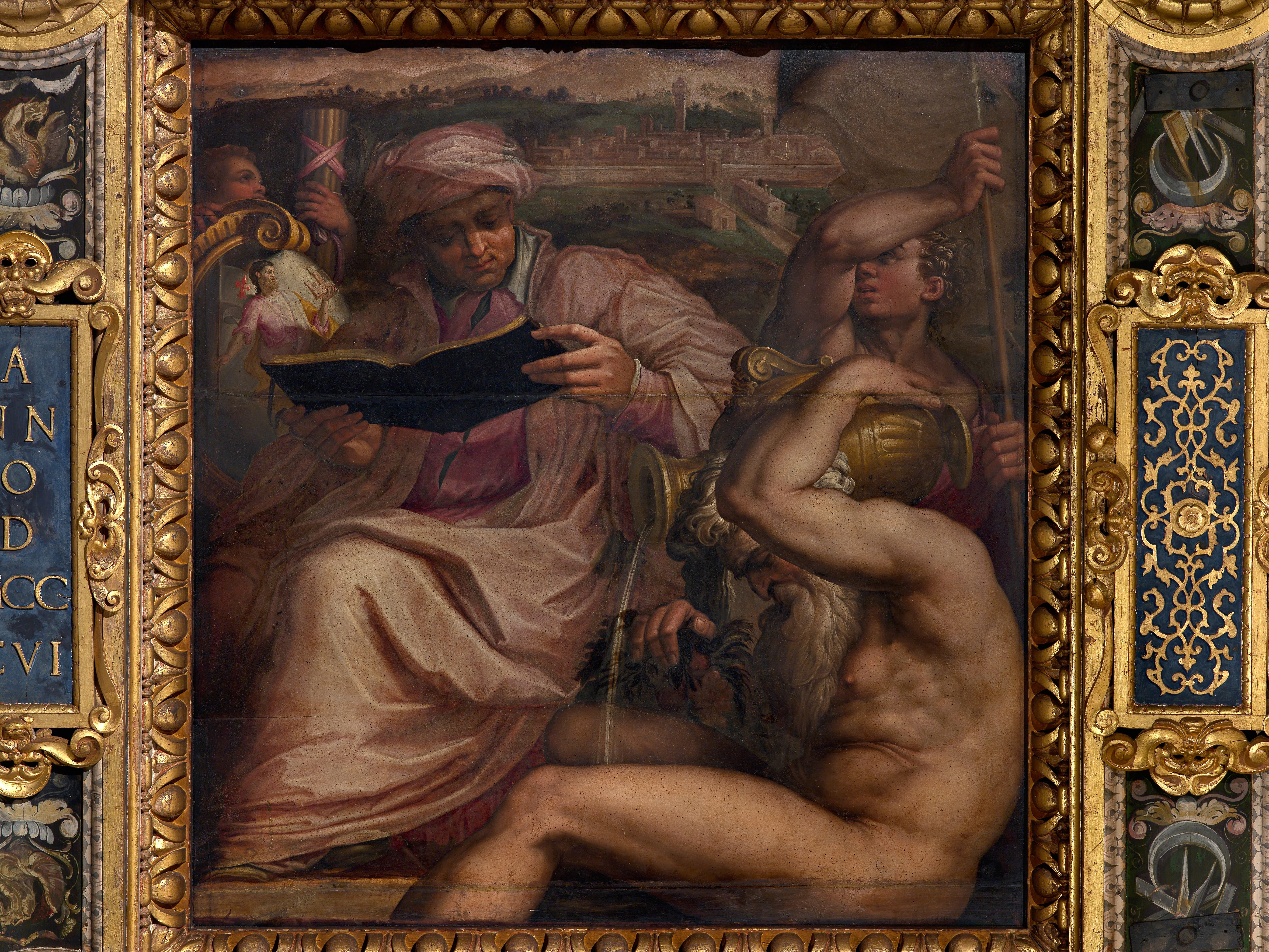
Giorgio Vasari, Allegoria del Mugello, Salone dei Cinquecento, Palazzo Vecchio

I danni devastanti subiti dall'edificio con il terremoto del 1542 diedero l'avvio a lavori di miglioria e ripristino; il palazzo assunse l'aspetto che è visibile ai giorni nostri, compresi gli edifici di servizio come la cucina o le prigioni, distrutti dagli eventi sismici successivi. 

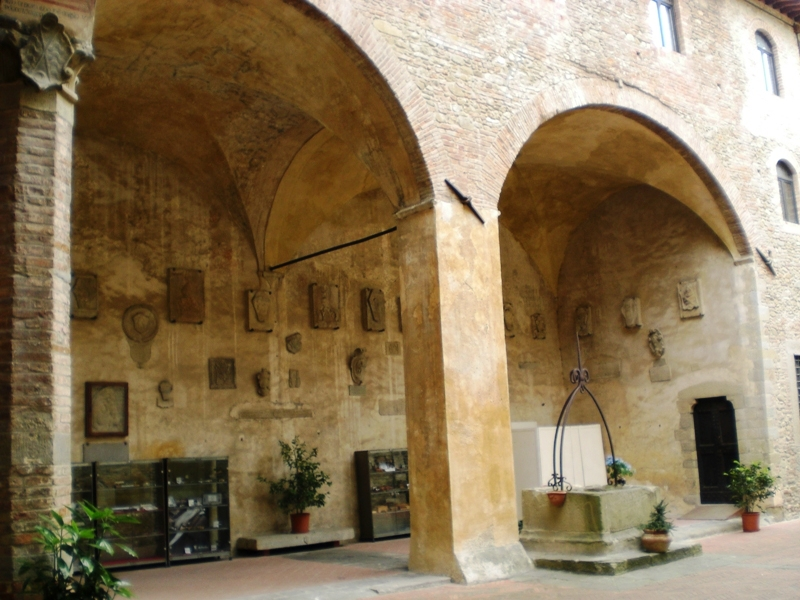
Cortile Interno del palazzo dei Vicari

Come appare nel dipinto del Vasari a Palazzo Vecchio, alla fine del XVI secolo la torre era coronata da merli. Altri interventi di restauro e modifiche avvennero nei secoli successivi, in particolare nel corso dell'Ottocento quando furono aggiunti beccatelli e merli alla facciata.
Alla sommità della torre si accede attraverso una scala in legno con centodue scalini e dall'alto della torre è possibile vedere anche il camminamento di ronda che corre al livello più basso, con funzione difensiva di avvistamento di eventuali nemici.
L'ultimo e più importante intervento di consolidamento del terreno di fondazione e restauro del Palazzo si data a partire dal 1980, con lavori che hanno interessato sia le parti strutturali che gli affreschi. Nel palazzo è attualmente ospitato il Museo dei ferri taglienti. Infatti, dal 1999 in un’ala nuova del Palazzo ha sede il Museo, dove attraverso 5 sezioni tematiche è documentata l’attività dei coltellinai di Scarperia.
Il Palazzo dei Vicari di Scarperia è stato inizialmente sede del podestà e poi dei Vicari, diventando nel 1415 sede del Vicariato della Repubblica Fiorentina che l'aveva fondata nel 1306, come avamposto militare e luogo di controllo della viabilità transappenninica, rappresentando l'unica via di comunicazione fra Firenze e Bologna fino alla metà del XVIII secolo.
Quando Scarperia conseguì la vittoria contro le truppe milanesi (1351), il legame con Firenze si rafforzò a tal punto che, come segno di ringraziamento le fu concesso il privilegio di avere lo stesso stemma di Firenze solo a colori invertiti: giglio rosso su campo bianco.
In facciata e nell'atrio trovano collocazione numerosi stemmi dei Vicari che si sono succeduti nel governo, avendo essi l'obbligo al termine della loro carica di sei mesi, di lasciare l'emblema della propria casata. Diversi sono in terracotta invetriata e provengono dalle Botteghe di ceramisti di Firenze. Infatti gli stemmi di Bernardo Lucalberti, 1490, e di Antonio Lorini, 1491 sono assegnati a Benedetto Buglioni, mentre a Santi Buglioni sono attribuiti quelli di Francesco da Casavecchia, del 1528, e di Gianfranco Baroncelli, del 1537.
Proprio un affresco di Ventura di Moro, situato nell´atrio del palazzo, ci offre la possibilità di comprendere gli stretti rapporti politici fra Firenze e Scarperia, infatti San Barnaba, il protettore del paese, è raffigurato mentre offre il castello alla Vergine, accompagnato dai Santi protettori di Firenze: Santa Reparata, San Zanobi e San Giovanni Battista. 

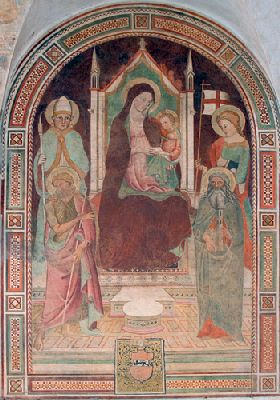
La Maestà, probabile opera di Ventura di Moro con San Barnaba e i Santi protettori di Firenze

All'interno del Palazzo possiamo ammirare un affresco della scuola del Ghirlandaio, del 1501, ed anche l’antico orologio della torre campanaria opera documentata di Filippo Brunelleschi, unica testimonianza della sua attività nel campo dell'orologeria, anche se la sua produzione è stata più ampia, come ci testimoniano i biografi Manetti e Vasari.

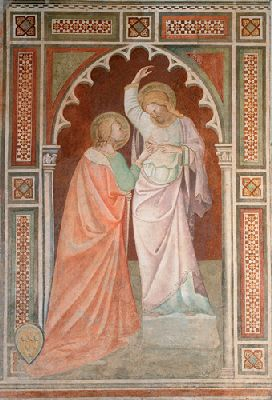
L'incredulità di San Tommaso nel Palazzo dei Vicari di Scarperia

Interessante è l'affresco con l'Incredulità di San Tommaso di scuola fiorentina del XV secolo, situato nel grande atrio, il quale rappresenta un modello iconografico che ricorre spesso per i giudici, i quali come San Tommaso devono “toccare con mano” prima di sentenziare la loro verità.
Il palazzo è stato danneggiato dai sismi avvenuti nel corso dei secoli; Danni moderati nel 1616 mentre ingenti si ebbero soprattutto dai sismi del 1542 e del 1919. Nel 1926 il marchese Filippo Sassoli de' Bianchi, Podestà e sindaco di Scarperia, fece ripristinare, nelle forme che ancora si vedono, la Sala Consiliare del palazzo. Lievi danni risolti in breve tempo si sono avuti anche dai più recenti terremoti del 1960 e del 2019

## I "Ragionamenti" di Giorgio Vasari
Nel Salone dei Cinquecento in Palazzo Vecchio in uno dei trentanove pannelli dipinti nel soffitto da Vasari e aiuti, compare la rappresentazione del Mugello e in particolare di Scarperia, ed è Vasari stesso nei suoi "Ragionamenti" con il Principe a fornire la descrizione:
"Principe. Mi piace: ma ditemi, che vicariato è in quest'ultimo quadro sottoposto al quartiere di S. Giovanni? Io veggo il giudice con le securi, ed un putto, che gli tiene i suoi fasci.
Giorgio Vasari. Questo, Signore, è il vicariato di Scarperia, dove nel lontano ho ritratto il paese di Mugello, con lettere sotto che dicono: “Mugellana praetura nobilis”; e ci ho fatto quel giovane che tiene 1’insegna di quel paese, con l’arme di Scarperia, entrovi una luna; ed il fiume che ha ai piedi, che getta acqua, è la Sieve."